# Wyciągarka szybowcowa

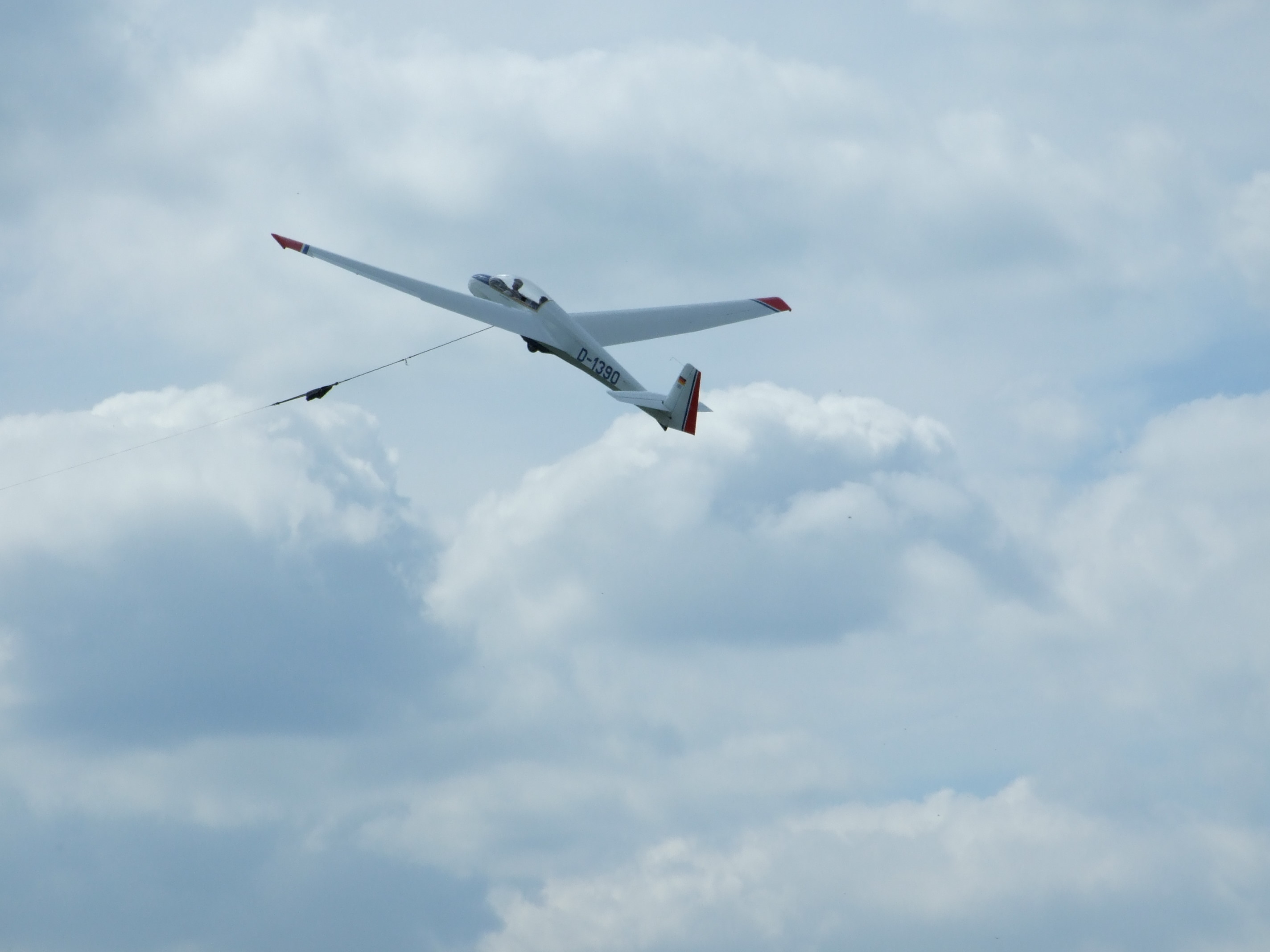
Szybowiec podczas wznoszenia za wyciągarką

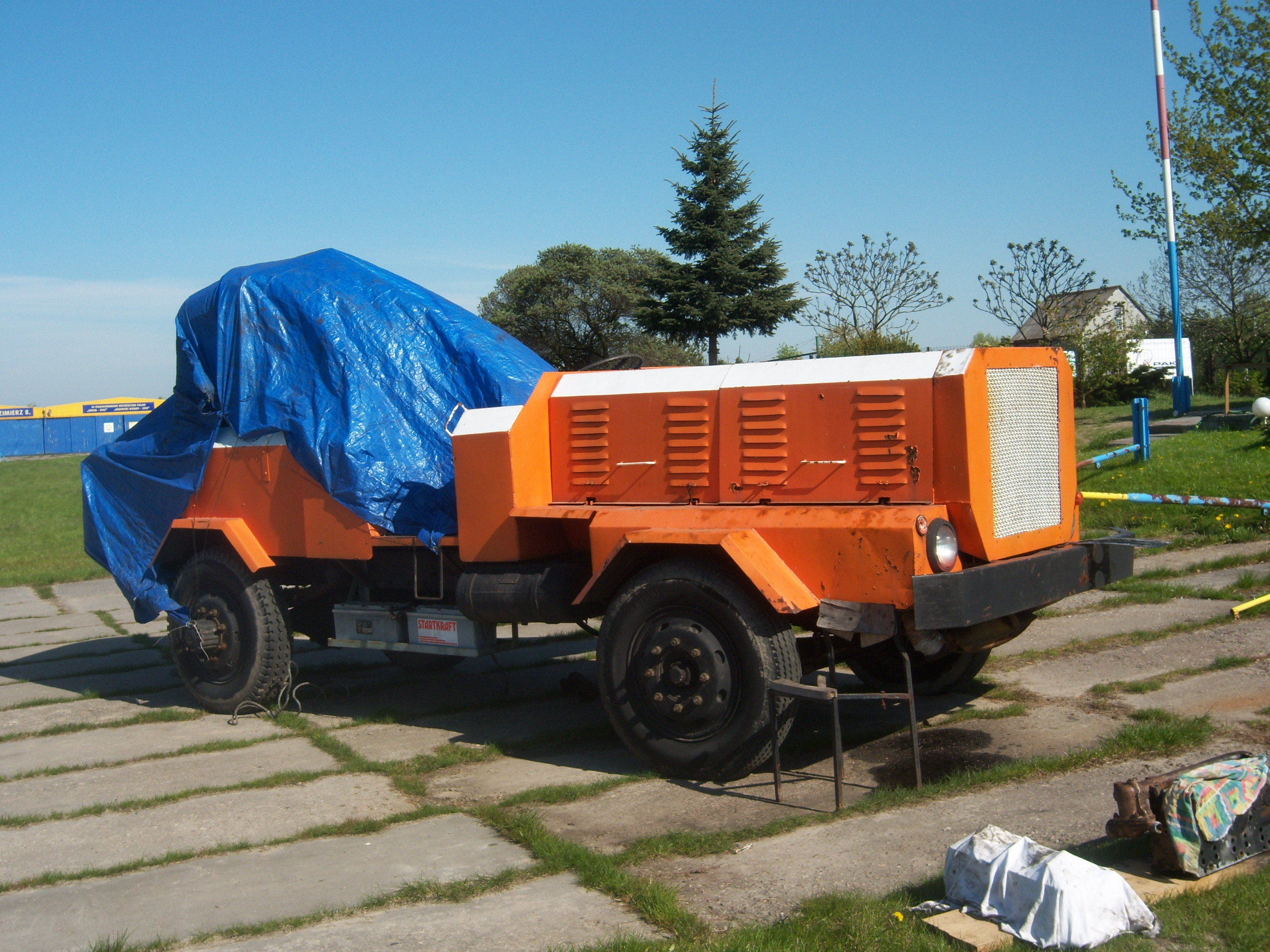
Wyciągarka szybowcowa

Wyciągarka szybowcowa – urządzenie naziemne służące do wynoszenia szybowców w powietrze. Start za pomocą wyciągarki jest jednym z najtańszych i najprostszych.
Praca wyciągarki polega na nawijaniu liny na bęben, drugi koniec liny zaczepiony jest do szybowca. Operator wyciągarki tak reguluje prędkość obrotową bębna, żeby szybowiec osiągnął maksymalną wysokość, a cały ciąg przebiegał bezpiecznie i prawidłowo. Pilot szybowca również stosuje odpowiednie techniki pilotażu, aby osiągnąć dany cel. Lina wyciągarkowa ma długość około 1000–2000 m i rozwijana jest na powierzchni pola wzlotów. Start za wyciągarką pozwala na uzyskanie wysokości rzędu 200–500 m w czasie 15-30 sekund.

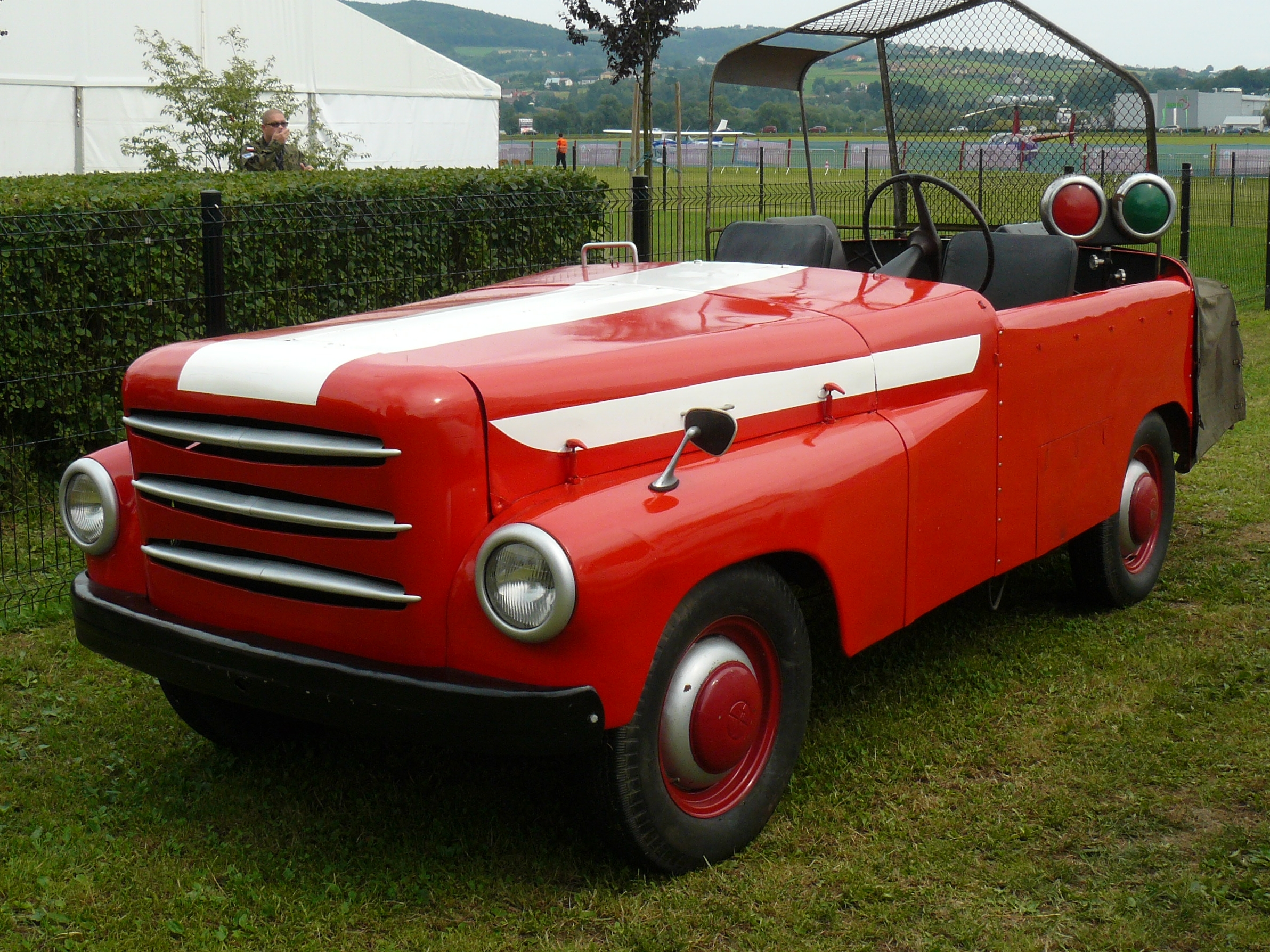
Wyciągarka szybowcowa TUR SW-4 użytkowana w Aeroklubie Polskim w latach 60

Wyciągarki mogą być jedno- i wielobębnowe, więcej bębnów przyspiesza kolejne starty, jednak w jednym czasie może być wykonywany tylko jeden ciąg. Większość wyciągarek jest samobieżna, napędzana silnikiem spalinowym o mocy 200-300 KM.